# Madre Svea

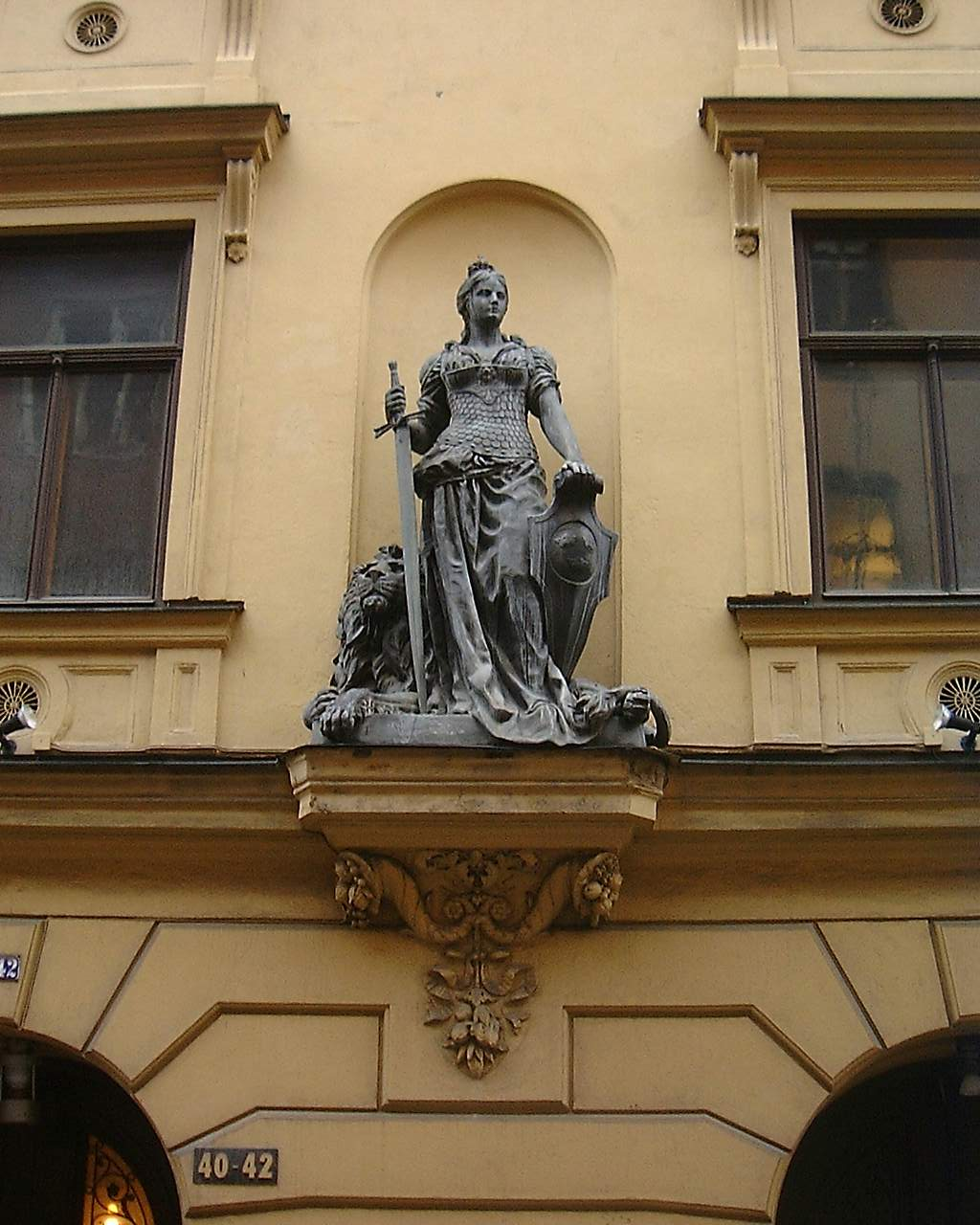
Moder Svea
Rolf Adlersparre

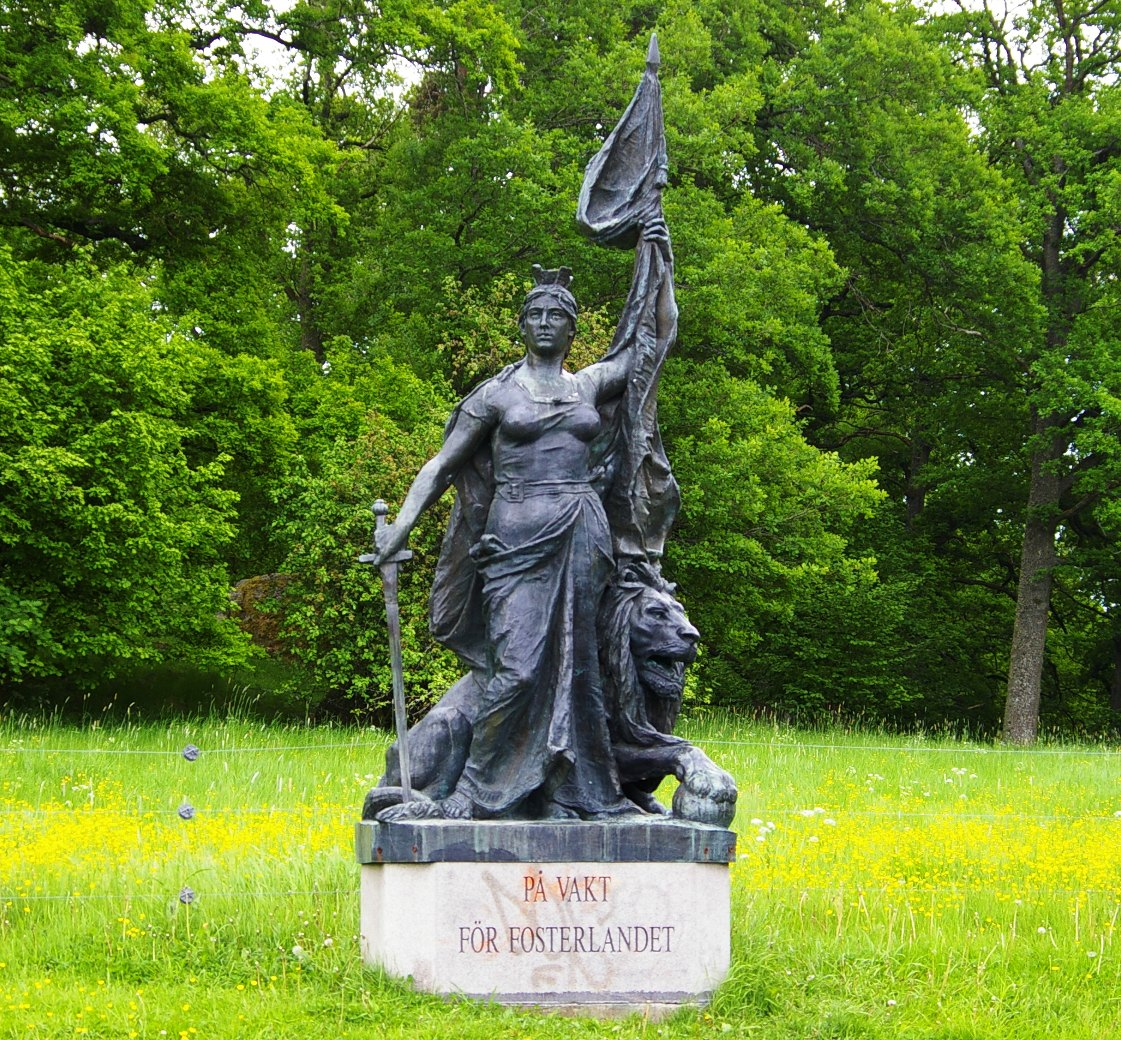
Moder Svea
Alfred Nyström (1891)

Madre Svea (in svedese Moder Svea) è una personificazione nazionale della Svezia. 

## Il nome
Svea è un nome proprio femminile che deriva da un antico genitivo plurale che significa degli svear, popolo germanico che occupò la Scandinavia. Viene usato anche nel coronimo Svea rike, che significa "Regno degli svear", da cui deriva Sverige, il nome svedese della Svezia. 

## Rappresentazione
Comunemente raffigurata come una potente guerriera (valchiria o skjaldmö), spesso è armata di scudo e ha un leone accanto. 

## Popolarità
La creazione della sua immagine popolare è attribuita allo scrittore svedese Anders Leijonstedt che per primo la introdusse nel suo poema i Svea Lycksaligheets Triumph nel 1672.
Come simbolo patriottico guadagnò popolarità con il componimento Kunga Skald scritto nel 1697 dal poeta svedese Gunno Eurelius in onore del re Carlo XI di Svezia.
Nella XIX secolo apparve poi frequentemente come simbolo patriottico. Viene raffigurata in varie monete come nella banconota da 5 corone stampata tra il 1890 e il 1952 e quella da 5 corone stampata tra il 1954 e il 1963.
La cantante Lena Philipsson scrisse una canzone intitolata Moder Swea, che venne pubblicata nell'album Lena Philipsson del 1995.